# Rhipidia praesuffusa
Rhipidia praesuffusa är en tvåvingeart som först beskrevs av Alexander 1969.  Rhipidia praesuffusa ingår i släktet Rhipidia och familjen småharkrankar.
Artens utbredningsområde är Honduras. Inga underarter finns listade i Catalogue of Life.